# Артмуза
Артмуза — музей современного искусства и креативное пространство в Санкт-Петербурге на Васильевском острове. С 2013 года размещается на территории бывшего завода музыкальных инструментов «Муздеталь».

## История
Механический завод на 13-й линии был основан в 1938 году и первой его продукцией были несгораемые шкафы, кровати и счетчики. До 1991 года предприятие производило спортинвентарь, подшипники, игрушки и настольные игры. С 1991 года завод именуется «Муздеталь» и перепрофилируется на производство акустических гитар.
После падения спроса на музыкальные инструменты предприятие было преобразовано в бизнес-центр. Помещения сдавались в аренду различным предприятиям. После кризиса 2008 года арендаторы стали покидать здание и на волне открытия различных творческих пространств руководство предприятия решило пойти по этому пути. С 2013 года Артмуза начинает работать как выставочный зал. Официальное открытие состоялось 8 января 2014 года. С первых лет работы пространства в нем проводится конкурс молодых художников «Муза должна работать».
Самоназвание музея «Творческий кластер Артмуза».

## Проекты и выставки
В Артмузе выставлялись Николай Блохин (8 января-20 февраля 2014 г.), Алекс Андреев (Проект «Генератор вселенных», совместно с Игорем Ивановым), Роман Ляпин, Бен Хайне, Дмитрий Стрижов, Андрей Сикорский, Пол Никлен, Вася Ложкин.

## Залы Артмузы
Артмуза состоит из нескольких галерей, у каждой из которых есть своё название. Такие как, Галерея «Ц», «Течение»,  Бизнес-Арт, «Мастерская Художника»», «Design-Club», «Угол», Улица Малевича. 